# Očërskij rajon
L'Očërskij rajon (in russo Очёрский район?) è un municipal'nyj rajon (муниципальный округ) del Territorio di Perm', in Russia; il centro amministrativo è la città di Očër.